# Oecetis obliqua
Oecetis obliqua là một loài Trichoptera trong họ Leptoceridae. Chúng phân bố ở miền Australasia.